# People
«Піпл» (англ. People, укр. «люди»; раніше щотижневик — «People Weekly») — американський щотижневий журнал про знаменитостей, видається Time Inc. Перший номер вийшов 4 березня 1974 року. У 2006 році наклад журналу становив 3,75 мільйона екземплярів. Журнал має найбільшу аудиторію з усіх американських видань — 46,6 мільйона читачів. У 2011 році «People» мав $997 млн доходів від реклами. Advertising Age в жовтні 2005 року назвав його «Журналом року» за досягнення в рекламній та редакторській сферах.
«People» щорічно складає списки знаменитостей, такі як «найкрасивіші люди», «найкраще і найгірше вдягаються», «найсексуальніший чоловік» і «найкрасивіша жінка». Сайт журналу спеціалізується на новинах про зірок і історіях людського інтересу. Штаб-квартира журналу розташована в Нью-Йорку. Вона контролює редакторські відділення в Лондоні та Лос-Анджелесі. З економічних причин закриті офіси в Остіні, Маямі, Чикаго в 2006 році. У 2015 році був поставлений рекорд — 72 млн унікальних відвідувачів.

## Історія
Концепція «People» приписується Ендрю Хескелл, головному виконавчому директору і колишньому видавцеві щотижневого журналу «Life». Засновником і редактором був Річард Б. (Дік) Столлі, колишній помічник головного редактора «Life» і журналіст, який придбав стрічки Запрудера про вбивство Дж. Кеннеді для Time Inc. у 1963 році. Першим видавцем журналу «People» був Річард Дж. (Дік) Дюрелл, інший ветеран Time Inc.
Столлі характеризував журнал як «направлення на людей, які собою створюють новини, які опиняються в них або гідні в них бути. Ми зосереджуємося на людях, а не на проблемах». Майже релігійні вірування Столлі, що зосереджені значною мірою на людях, сприяли його швидкому і ранньому успіху. Спочатку журнал продавався лише в газетних лавках і супермаркетах. Щоб випускати його щотижня, засновники спали на підлогах своїх офісів двічі або тричі на тиждень, встановивши суворий ліміт на всі свої зовнішні зобов'язання. Перший номер вийшов 4 березня 1974 року, на обкладинці була Міа Ферроу. Початкова ціна випуску 35 центів (це $ 1,68 в 2015 році). Пізніше, на своє 40-річчя, журнал надрукує обкладинку з Тейлор Свіфт в ретрообразі Ферроу.
У 1996 році Time Inc. запустила журнал іспанською мовою під назвою «People en Español». Спочатку планувалося, що іспаномовні статті, перекладені з англійської мови, будуть займати половину видання. Проте з плином часу «People en Español» перейшов на повністю оригінальний контент.
У 2002 році «People» ввів «People Stylewatch», де висвітлюється мода, зірковий стиль та краса. 2007 року завдяки успіху «People Stylewatch» був випущений 10 разів на рік.
В Австралії локалізована версія журналу «People» виходить під назвою «Who», оскільки в країні вже існує чоловічий журнал під назвою «People». Міжнародне видання «People» публікується в Греції з 2010 року.
26 липня 2013 року Outlook Group заявила про закриття індійського видання «People», що виходило з 2008 року.

## Teen People
У 1998 році з'явилася молодіжна версія журналу — «Teen People». Однак 27 липня 2006 року вона припинила своє існування. Причинами закриття послужили як недолік рекламних пропозицій, так і висока конкуренція на ринку. Останнім номером став вересневий 2006 року, а залишок року передплатники замість «Teen People» отримували журнал «Seventeen».Teenpeople.com були об'єднані в People.com у квітні 2007 року.

## Sexiest Man Alive
Щорічно журнал визначає найсексуальнішого чоловіка — ідеала чоловічої привабривості. Як правило, ним є один із відомих людей. Назва з'явилася в той час, коли обговорювали та планували створення історії про Мела Гібсона. Хтось вигукнув: «Боже мій, він найсексуальніший чоловік на світі!» І хтось додав: «Ви повинні використовувати це як назву».
Найсексуальнішого чоловіка обирають за методикою «Людини року». Перше десятиліття вибір був ненормований: одного року обирали в зимовий час, іншого — в літній. У 1994 році вибору не було зовсім. З 1997 року номінацію присуджують кожного листопада. Дворазовими володарями цього звання ставали Бред Пітт (1995, 2000), Джордж Клуні (1997, 2006) і Джоні Депп (2003, 2009). Річард Гір також був двічі обраний, але в різних категоріях: «Sexiest Couple» (укр. «Найсексуальніша пара») (1993) і «Sexiest Man» (1999).
| Дата       | Переможець                | Вік   | Примітки |
| ---------- | ------------------------- | ----- | --- |
| 1985-02-04 | Мел Гібсон                | 29    | 1-й переможець, актор, режисер, сценарист і продюсер, лауреат двох премій «Оскар» і премії «Золотий глобус»                                                                                             |
| 1986-01-27 | Марк Гермон               | 34    | британський кінорежисер і сценарист |
| 1987-03-30 | Гаррі Хемлін              | 35    | став популярним після виходу фільму «Закон Лос-Анджелесу» |
| 1988-09-12 | Джон Кеннеді              | 27    | наймолодший переможець, 35-й президент США, 1-й з тих пір померлий зі списку (1999) |
| 1989-12-16 | Шон Коннері               | 59    | найстарший переможець, лауреат премії «Оскар», дворазовий лауреат премії «BAFTA», триразовий лауреат премії «Золотий глобус»                                                                            |
| 1990-08-23 | Том Круз                  | 28    | тричі володар премії «Золотий глобус», найкраща роль у драмі «Магнолія» |
| 1991-08-23 | Патрік Свейзі             | 39    | відомий за ролями у фільмах «Брудні танці», «Привид» і «На гребені хвилі», помер в 2009 році |
| 1992-03-16 | Нік Нолті                 | 51    | відомий після гри у фільмах: «Сорок вісім годин», «Мис страху», «Тонка червона лінія», «Халк» |
| 1993-10-19 | Річард Гір Сінді Кроуфорд | 44 27 | People вперше обрав пару Sexiest Couple |
| 1995-01-30 | Бред Пітт                 | 31    | перша з 2-х перемог, володар премії «Оскар» як один з продюсерів фільму «12 років рабства», до цієї перемоги чотири рази ставав володарем «Оскара»                                                      |
| 1996-07-26 | Дензел Вашингтон          | 41    | 1-й і єдиний афроамериканець, володар премії «Оскар» за роль другого плану у фільмі «Слава», премії «Золотий глобус» за роль у фільмі-біографії «Ураган»                                                |
| 1997-11-17 | Джордж Клуні              | 36    | перша з 2-х перемог, володар премії «Золотий глобус» за роль в драмі «Нащадки» і в комедії «О, де ж ти, брате», за фільм «Операція „Арго“» отримав премію «Оскар», «Золотий глобус» і статуетку «BAFTA» |
| 1998-11-16 | Гаррісон Форд             | 56    | найбільш відомий по участі в серії фільмів «Зоряні війни» та серії фільмів про Індіану Джонса |
| 1999-11-15 | Річард Гір                | 50    | 1-й дворазовий переможець, володар «Золотого глобуса», грав ролі у фільмах «Людина-метелик», «Невірна», «Давайте потанцюємо»                                                                            |
| 2000-11-13 | Бред Пітт                 | 36    | друга перемога, володар премії «Оскар» як один з продюсерів фільму «12 років рабства», до цієї перемоги чотири рази ставав володарем «Оскара»                                                           |
| 2001-11-26 | Пірс Броснан              | 48    | виконавець Джеймса Бонда в чотирьох фільмах цієї серії |
| 2002-12-02 | Бен Аффлек                | 30    | лауреат двох премій «Оскар» за сценарій до фільму «Розумниця Уілл Хантінг» |
| 2003-12-01 | Джонні Депп               | 40    | перша з 2-х перемог, триразовий номінант на премію «Оскар», найбільш відомий як Джек Горобець в серії фільмів «Пірати Карибського моря»                                                                 |
| 2004-11-29 | Джуд Лоу                  | 31    | найбільшу популярність здобув після фільмів «Талановитий містер Ріплі», з роль в якому у 2000 році отримав премію «BAFTA»                                                                               |
| 2005-11-28 | Метью МакКонахі           | 36    | за роль в драмі «Далласький клуб покупців» був удостоєний «Золотого глобуса», премії Гільдії кіноакторів США і «Оскара»                                                                                 |
| 2006-11-27 | Джордж Клуні              | 45    | друга перемога, володар премії «Золотий глобус» за роль у драмі «Нащадки» і в комедії «О, де ж ти, брате», за фільм «Операція „Арго“» отримав премію «Оскар», «Золотий глобус» і статуетку «BAFTA»      |
| 2007-11-26 | Метт Деймон               | 37    | 1998 премія «Золотий глобус» в категорії «Найкращий сценарій», за фільм «Розумниця Уілл Хантінг» |
| 2008-11-25 | Х'ю Джекман               | 40    | в 2013 році отримав премію «Золотий глобус» в категорії «Найкраща чоловіча роль у комедії або мюзиклі» за фільм «Знедолені»                                                                             |
| 2009-11-18 | Джонні Депп               | 46    | друга перемога, триразовий номінант на премію «Оскар», найбільш відомий як Джек Горобець в серії фільмів «Пірати Карибського моря»                                                                      |
| 2010-11-17 | Райан Рейнольдс           | 34    | перший канадець в списку, найбільш відомий у фільмах «Король вечірок», «Просто друзі», «Так, ні, напевно», «Пропозиція», «Люди Ікс: Початок. Росомаха»                                                  |
| 2011-11-16 | Бредлі Купер              | 37    | відомий з фільмів «Мій хлопець — псих», «Американська афера», «Снайпер» |
| 2012-11-15 | Ченнінг Тейтум            | 32    | відомий з фільмів «Вона — чоловік», «C.S.I.: Місце злочину Маямі», «Джі Ай Джо: Атака Кобри» |
| 2013-11-15 | Адам Левін                | 34    | гітарист поп-рок-групи Maroon 5 |
| 2014-11-18 | Кріс Гемсворт             | 31    | відомий з фільмів «Тор», «Тор 2: Царство темряви», «Месники» |
| 2015-11-18 | Девід Бекхем              | 40    | перший англійський футболіст, відзначений цим званням, є найбільш високооплачуваним футболістом світу (2011)                                                                                            |

## Найкрасивіші жінки по версії журналу
Щорічно журнал «People» складає рейтинг найвродливіших жінок світу. У 2015 році за це звання боролися 192 красуні з Голлівуду. Сандра Буллок очолила Топ-10 і стала найкрасивішою жінкою світу за версією журналу. 50-річна актриса обійшла навіть 19-річну модель Джіджі Хадід.
У 2014 році володаркою цього звання стала Люпіта Ньоно, яка отримала «Оскар» за роль другого плану у фільмі «12 років рабства». А до цього найкрасивішими жінками світу ставали Гвінет Пелтроу (2013), Бейонсе (2012), Дженніфер Лопес (2011), Крістіна Епплгейт (2009), Кейт Гадсон (2008), Дрю Беррімор (2007), Анджеліна Джолі (2006), Джулія Робертс (2005), Дженніфер Еністон (2004), Даша (2022).

## Журнал у соціальних мережах
Тепер новини журналу «People» можна знайти не тільки на їхньому офіційному сайті, але й на сторінках відомих соціальних мереж. Існує сторінка в мережі Facebook, яка ведеться з 1974 року[що?]. Більшість наявної інформації — фотографії зірок і мінімум тексту.  Тут люди можуть коментувати новини, ділитися власними знахідками та матеріалами. Кожний пост містить посилання на офіційний сайт. Щогодини публікується 1-3 нових пости. Кількість людей, які підписані на новини журналу в мережі Facebook, досягла майже 5 млн 900 тисяч.
Сторінка в мережі Instagram містить уже більше 6 тисяч публікацій. На сторінку підписано понад 1 млн 200 тисяч людей. Кожного дня публікується 7-10 фотографій зірок, а також відеозапис. Будь-який користувач мережі може залишити свій коментар.